# Meike Gottschalk

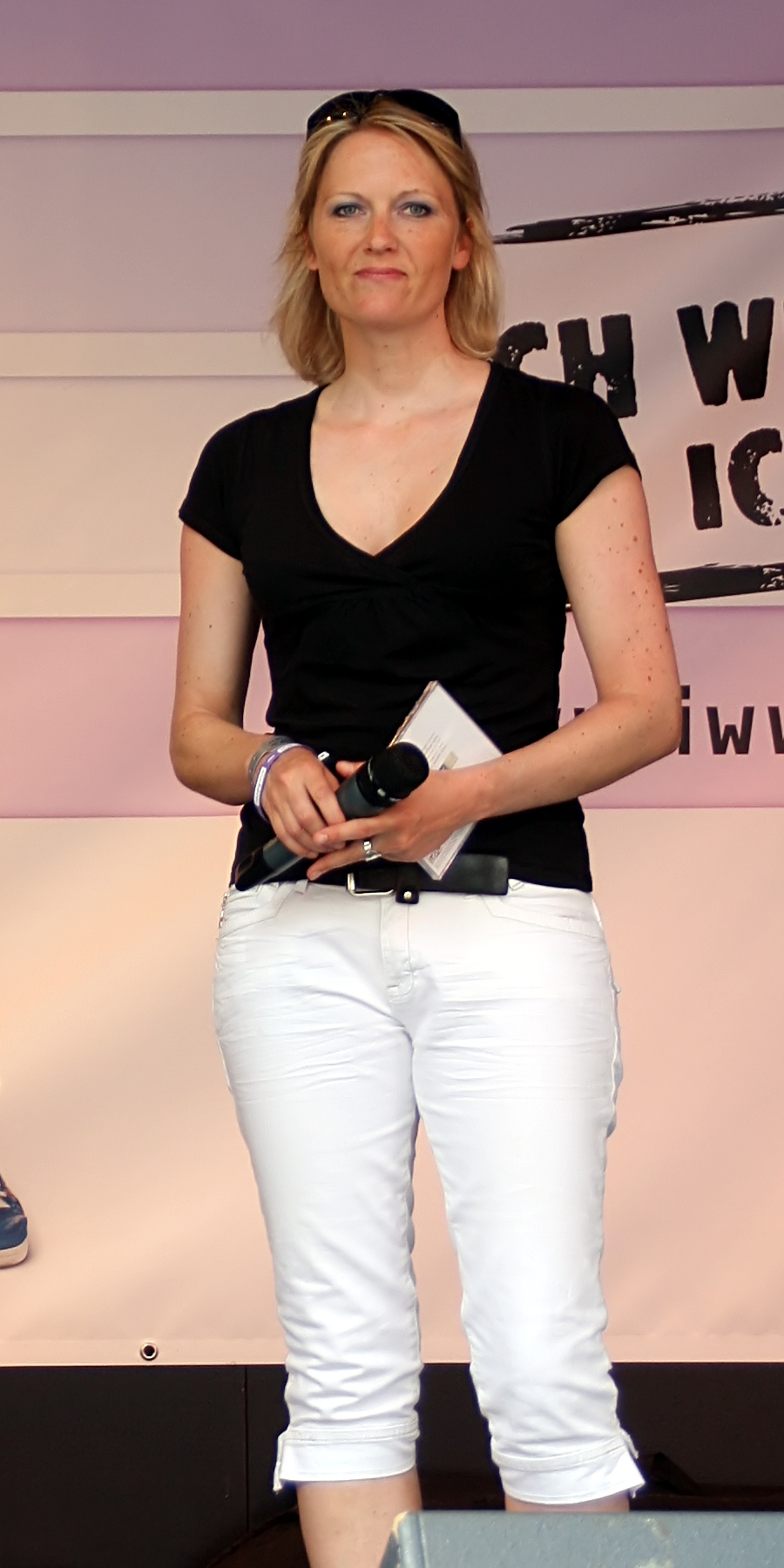
Meike Gottschalk auf der ColognePride 2009

Meike Gottschalk (* 2. November 1970 in Hamburg) ist eine deutsche Theater- und Fernsehschauspielerin.
Meike Gottschalk absolvierte eine Ausbildung an der Stage School Hamburg. Danach stand sie auf einigen Theaterbühnen in Köln, Bochum, Oberhausen und Hamburg. Außerdem spielte sie bereits in zahlreichen Filmen und Fernsehserien mit. Sie wurde vor allem bekannt durch ihre Rolle als Sophie Levinsky in der ARD-Soap Verbotene Liebe, die sie zwei Jahre lang verkörperte.

## Fernsehen
- 1992: Freunde fürs Leben

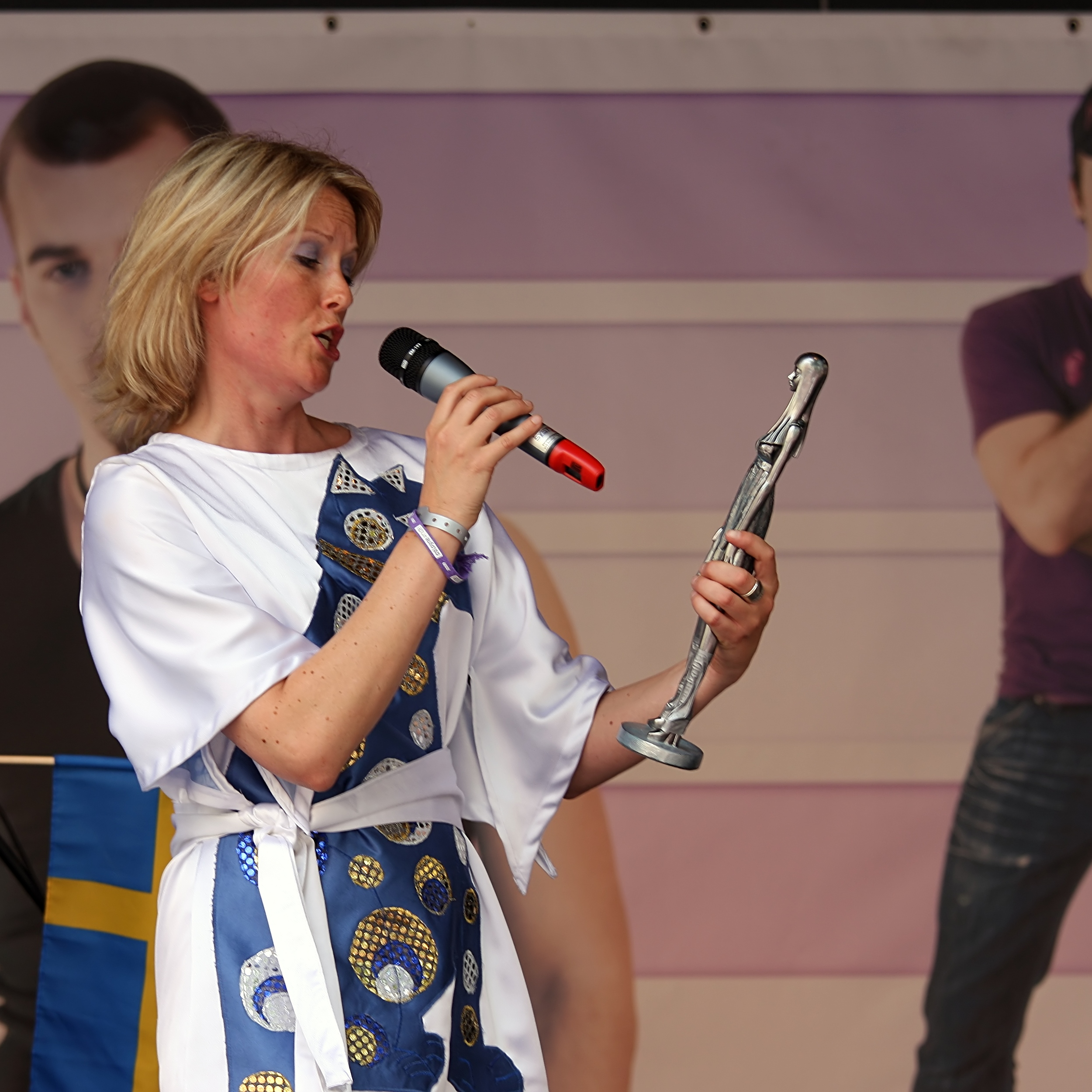
Meike Gottschalk als „Agnetha“ von Abba mit Auszügen aus ihrem Programm „Agnetha und ich“. Bühnenprogramm zum CSD-Straßenfest/ColognePride 2009.

- 1994: Gute Zeiten, schlechte Zeiten
- 1995–1997: Verbotene Liebe
- 1997: Alphateam – Die Lebensretter im OP
- 1998: Ärzte: Hoffnung für Julia
- 1998: Stadtklinik
- 1998: Die Rettungsflieger
- 1998: SOKO 5113
- 1998: Alarm für Cobra 11
- 1999: Höllische Nachbarn
- 1999: City Express
- 2000: Ein Samstag dauert 90 Minuten
- 2002: Axel!
- 2002: Die Wache
- 2003: Tatort – Rosenholz
- 2005: Taxi nach Ehrenfeld
- 2006: Kommissar Stolberg
- 2007: Ein Fall für B.A.R.Z.
- 2008–2009: 4 Singles; Fernsehserie, Regie: Erik Polls
- 2008: 112 – Sie retten dein Leben, Hauptrolle in eine Folge; Regie: Franco Tozza
- 2010: Emma Stahl; Webserie
- 2011: Lena – Liebe meines Lebens,  Fernsehserie, Regie: Axel Hannemann
- 2011: The Mermaids, Kurzfilm, Regie: Petra Clever
- 2012: 12 Karat; Kinofilm, Regie: Adrian Goiginger
- 2013: Happy End; Kinofilm, Regie: Petra Clever
- 2021: Köln 50667